# Chefika Gasprinskyi
 (avril 2023).
Si vous disposez d'ouvrages ou d'articles de référence ou si vous connaissez des sites web de qualité traitant du thème abordé ici, merci de compléter l'article en donnant les références utiles à sa vérifiabilité et en les liant à la section « Notes et références ».
Chefika Gasprinskyi (1886-1975) est une journaliste, éditrice, femme politique et éducatrice tatare de Crimée.

## Biographie

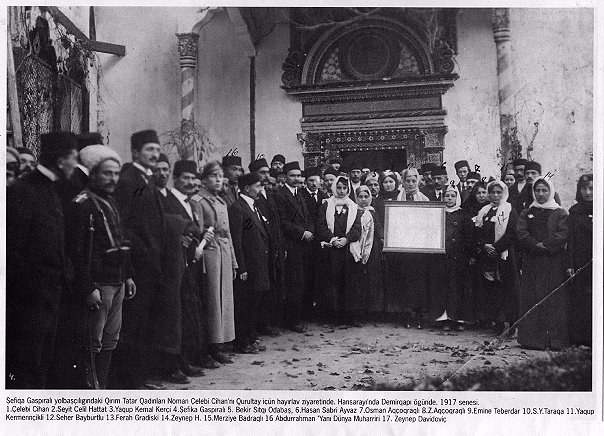
En 1917 au Hansaray, Congrès national des peuples tatars de Crimée, avec Noman Çelebicihan, Asan Sabri Ayvazov, Cafer Seydahmet Kırımer, Osman Aktchokrakli, Seitcelil Hattat.

En 1917, elle est députée de la république populaire de Crimée, qu'elle doit fuir en 1919 avec ses enfants pour l'Azerbaïdjan, dont son mari Nassib Youssifbeyli est premier ministre. En 1920, elle fuit de nouveau, devant l'invasion soviétique, et gagne la Turquie.

### Travail
En plus de la collaboration avec Terciman, le journal de son père, elle s'implique en tant qu'éditrice dans Alem-i Nisvan, magazine tourné vers le féminisme.

### Famille

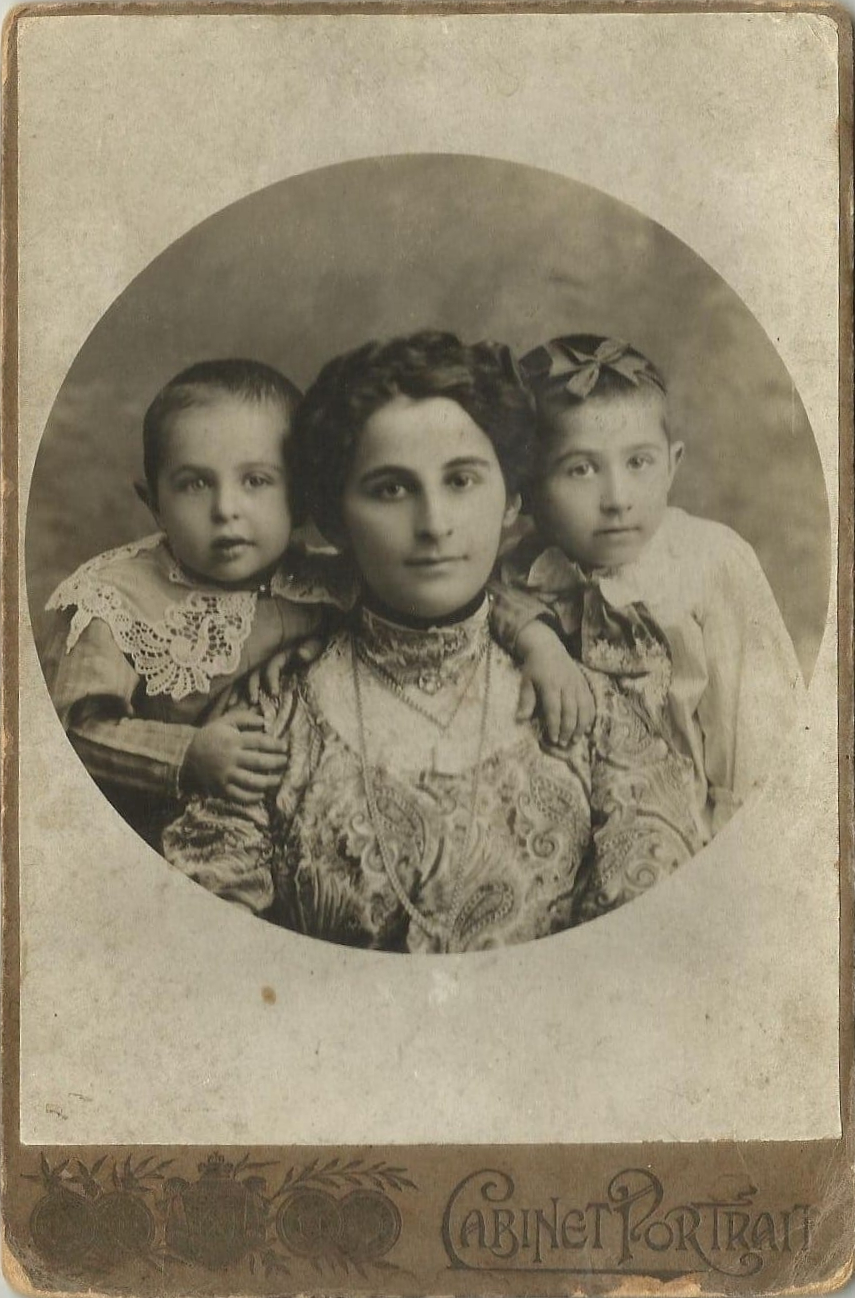
Avec ses enfants Zöhrə et Niyazi.

Elle est issue d'une famille princière tatare, les Akchurinas, par sa mère ; son père est Ismail Gasprinski, penseur de la culture tatare, son frère Ryfat Gasprinskyi est aussi journaliste.
Elle repose au cimetière de Zincirlikuyu à Istanbul.